# Часник заячий
Часник заячий, скорода, цибуля гранчаста (Allium angulosum) — вид трав'янистих рослин родини Амарилісові (Amaryllidaceae), поширений у Центральній і Східній Європі та Західній Азії.

## Опис
Багаторічна трав'яниста цибулинна рослина 25—70 см заввишки. Цибулини невеликі, конічно-циліндричні або майже циліндричні, обгорнені переривчастими сіруватими більш-менш суцільними оболонками, сидять по 1—3 на розгалуженому кореневищі. Стебло пряме, гранчасте, вкрите листям тільки при основі. Листки (3—6) зелені, прямостоячі, вузько лінійні, плоскі, тупі, з кілем, коротші від стебла, 0,5—4(6) мм завширшки. Покривало перетинчасте, білувате, 2—3-роздільне, з яйцеподібними, коротко-загостреними частками, коротше за суцвіття. Суцвіття  пів кулясте або пучкувато-півкулясте, багатоквіткове. Квітконіжки гранчасті, у 2—3,5 рази довші за оцвітину.  Оцвітина лілово-рожева, 4—6 мм завдовжки, з довгастими або довгасто-еліптичними гострими листочками. Тичинки коротші оцвітини, їх нитки суцільні шилоподібні, при основі трохи розширені і спаяні між собою і оцвітиною. Плід: яйцеподібна, трилопатева, заокругленими лопатями, коробочка, коротша за оцвітину. Насіння чорне, злегка зморшкувате, з округлою спинкою, без жолобка.

## Поширення
Європа: Білорусь, Україна, Росія, Австрія, Чехія, Німеччина, Угорщина, Польща, Словаччина, Швейцарія, Болгарія, колишня Югославія, Італія, Румунія, Франція; Азія: Західний Сибір, Киргизстан.
В Україні — по всій території, крім крайнього півдня Степу і Криму; у Карпатах — тільки в передгір'ях. 

## Екологія
Цибулинний пучкокореневий геофіт. Як мезофіт і мезотроф, віддає перевагу свіжим піщаним, відносно небагатим лучним ґрунтам. Переважно лучна рослина (пратант), але може зростати на щебенистих ґрунтах і входити до складу петрофітних трав'янистих угруповань.  Геліофіт. Утворює зазвичай локальні, відносно нечисленні мозаїчно-лінійні ценопопуляції. Ентомофіл. Цвіте у червні — серпні.
В Україні зростає переважно на заплавних луках по берегах річок, трапляється також на низинних вогких луках поза долинами річок, але недалеко від них.
В умовах Запорізької області зростає в прибережній смузі Дніпра на заплавних луках, а також на свіжих щебенистих ґрунтах і продуктах вивітрювання гранітів (о. Хортиця), входячи до складу мезофітних трав'янистих рослинних угруповань, у тому числі похідних.    

## Охоронний статус
Входить до переліків регіонально рідкісних видів рослин, які перебувають під загрозою зникнення на територіях Закарпатської й Запорізької областей.
У Запорізької області охороняється в Національному заповіднику «Хортиця», на території якого (о. Хортиця, околиці скелі Совутина) виявлено дві локальні ценопопуляції виду (північна, площею біля 700 м2; південна, площею біля 500 м2) .

## Практичне значення
Культивується як декоративна, а також як трава для кухні.
Ефірні олії, що містяться в усіх видах дикої цибулі, надають рослині своєрідного різкого й гострого запаху. Цибулина має цукор, клітковину, солі кальцію і фосфору, органічні кислоти, ферменти, азотисті речовини, флавоніди, сапоніни, глікозиди. Комплекс вітамінів, що містяться в цибулі, складається з вітаміну C, B1, B2, провітаміну A. В Україні цибулини широко використовували в їжу як приправу до салатів, різноманітних борошняних та м'ясних страв. Проте є деякі повідомлення про токсичність у великих кількостях.

## Галерея

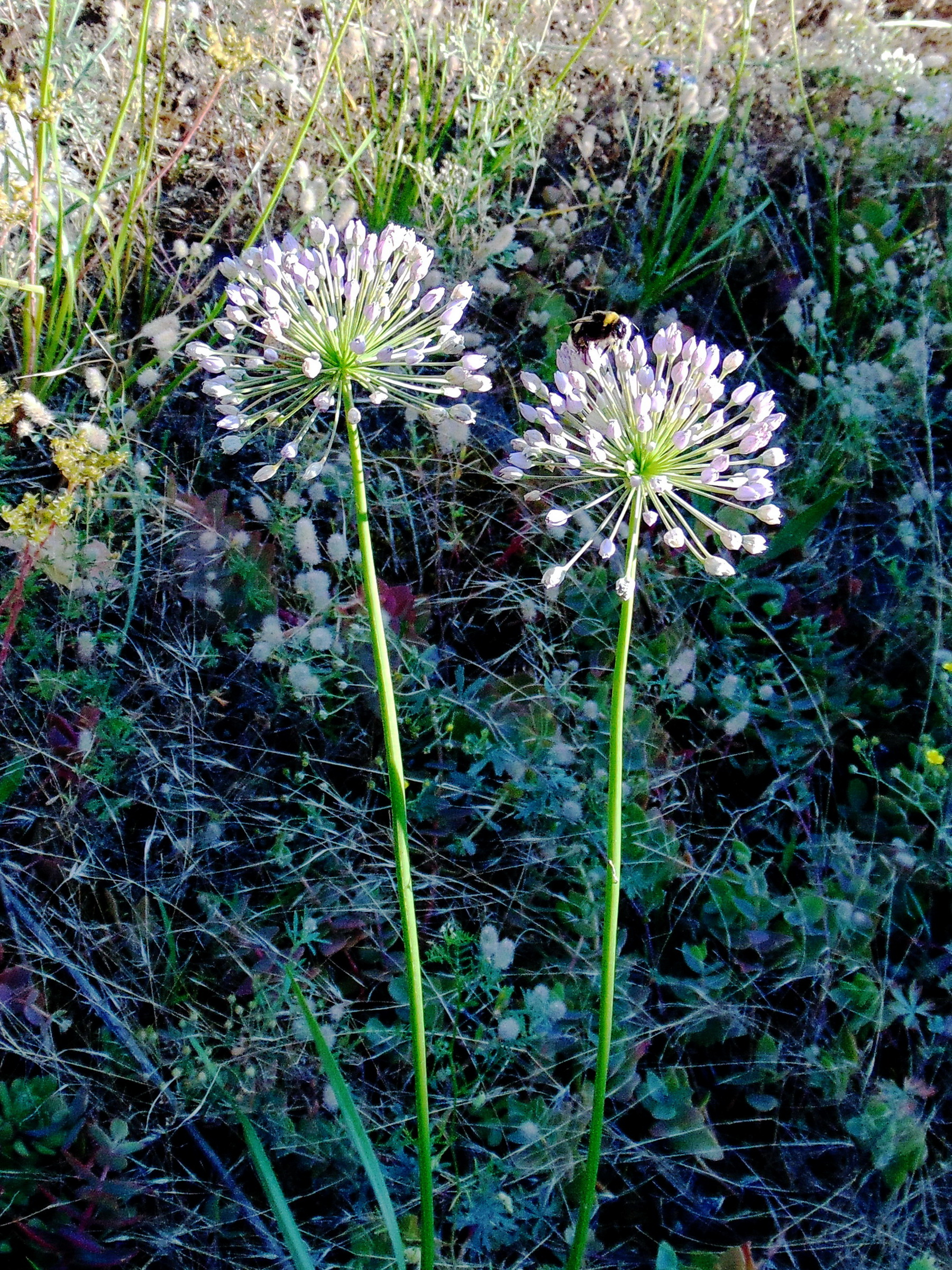
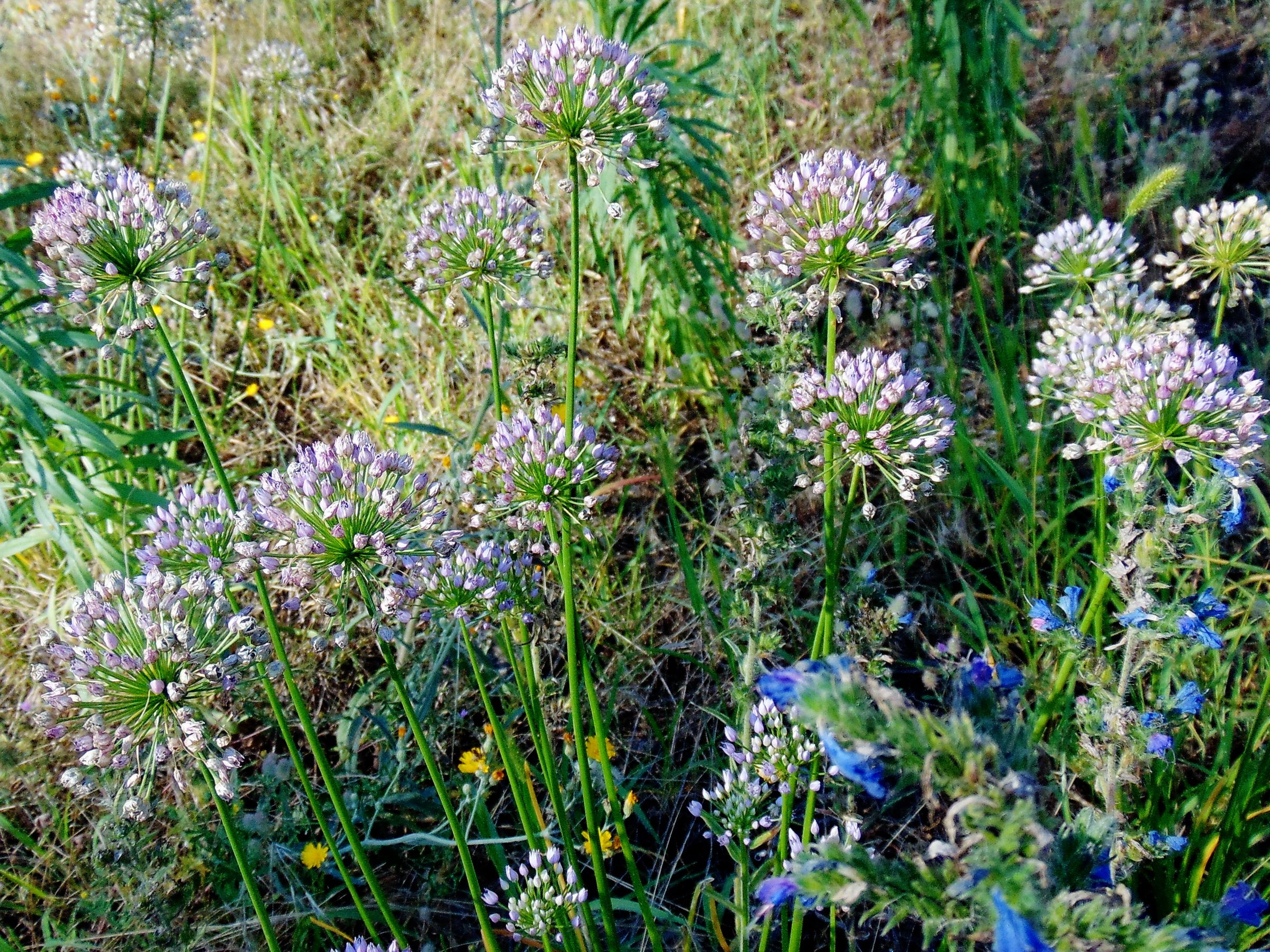
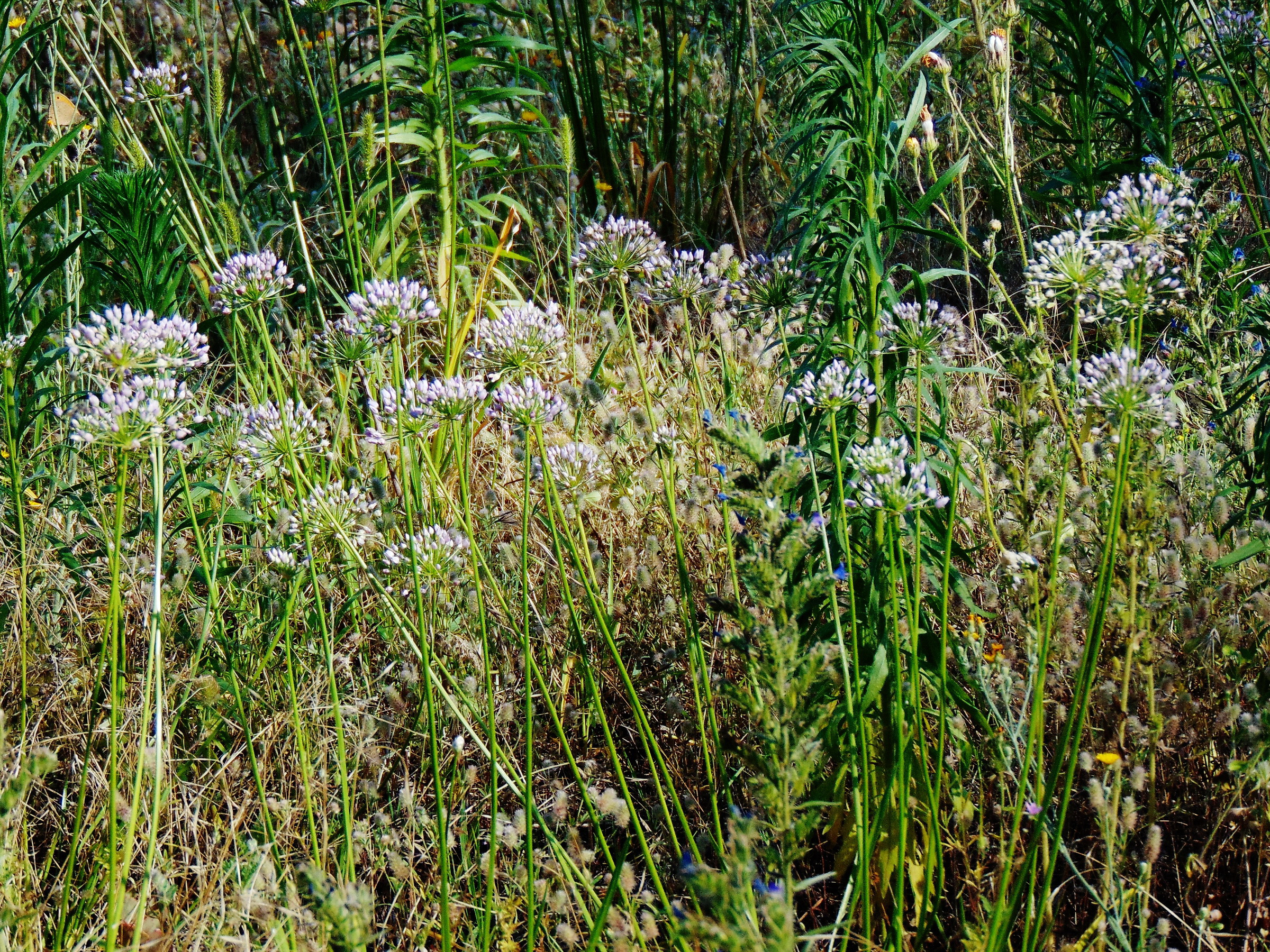
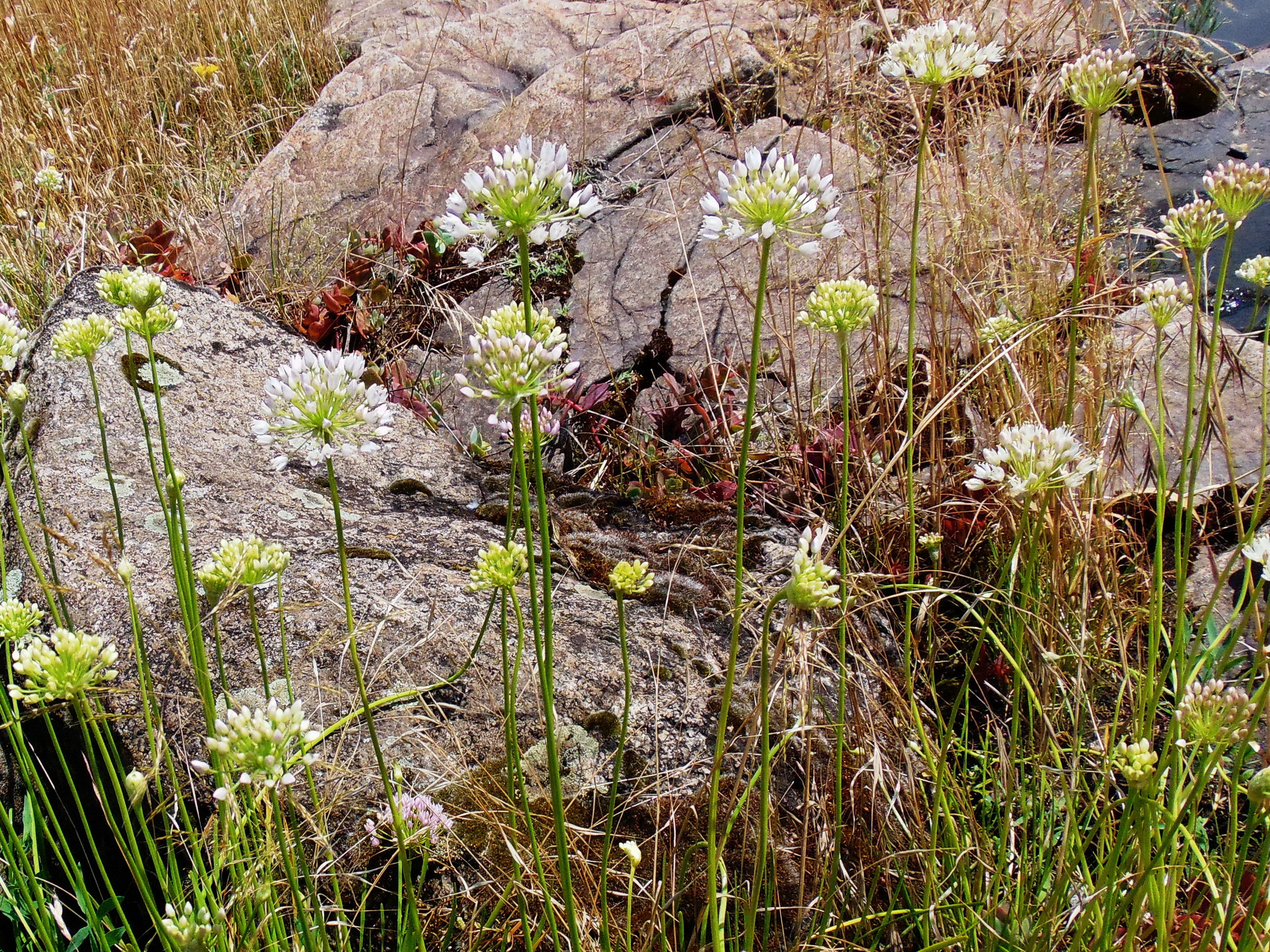
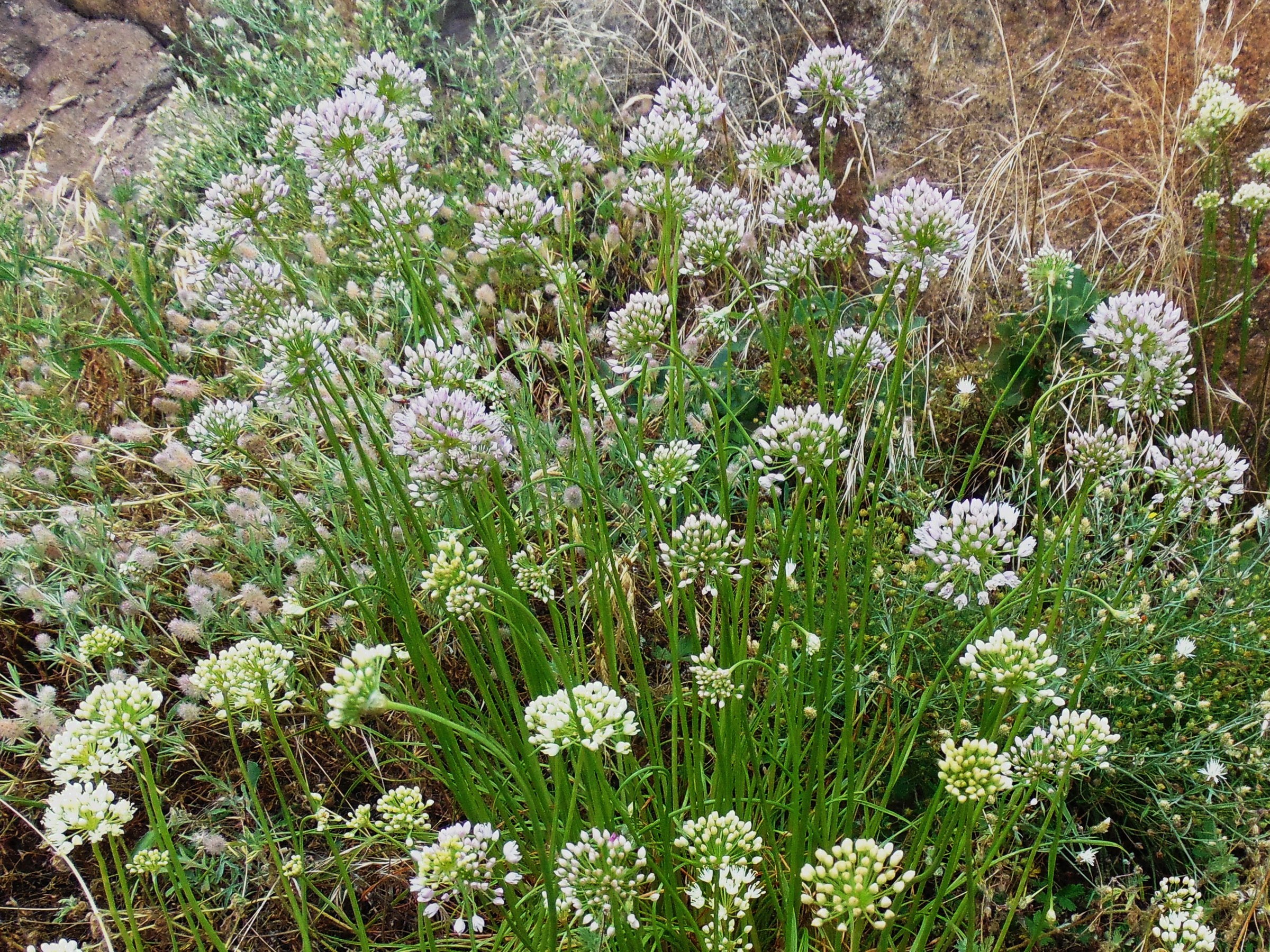
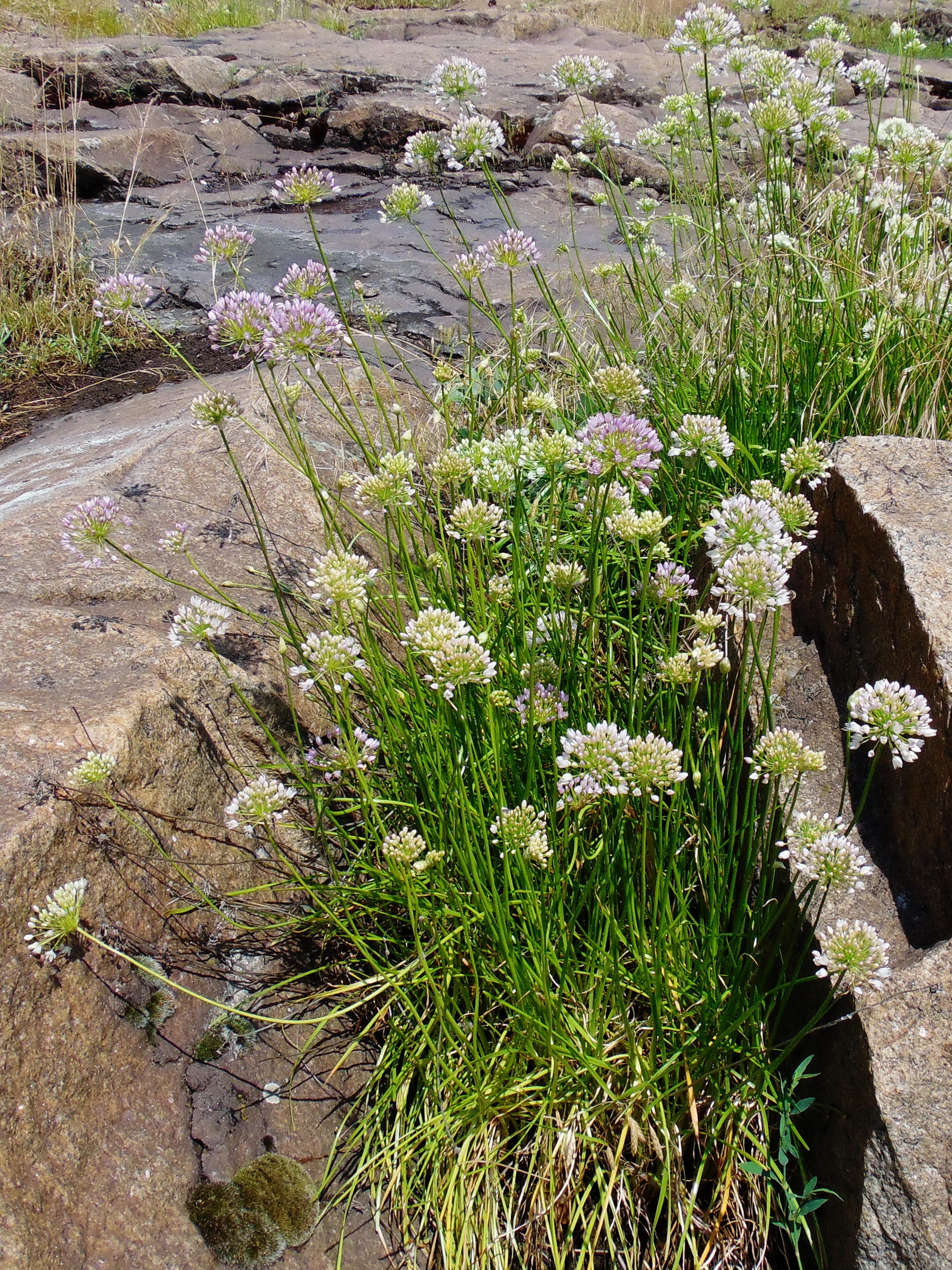

Центральна Європа

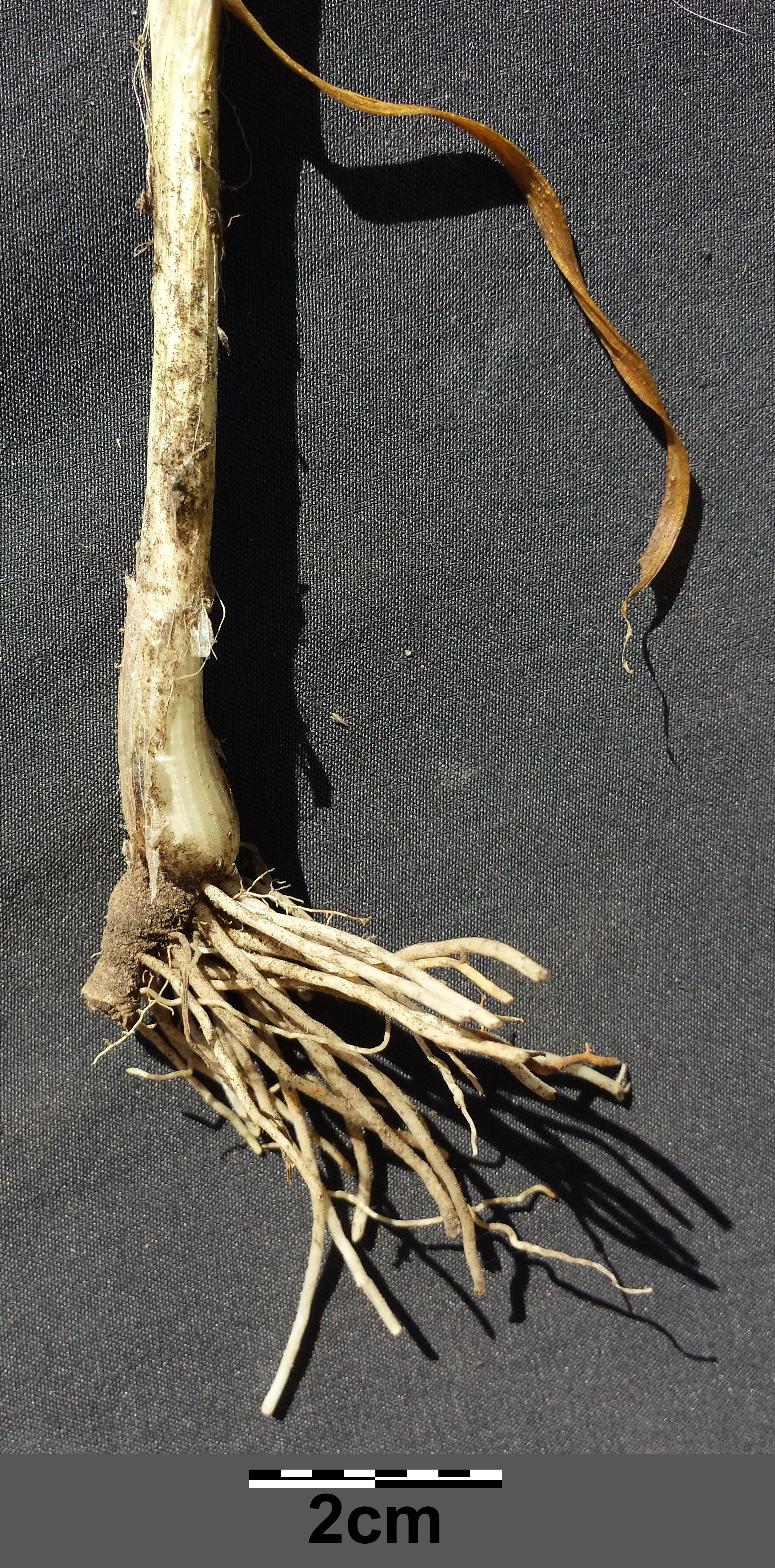
Цибулина
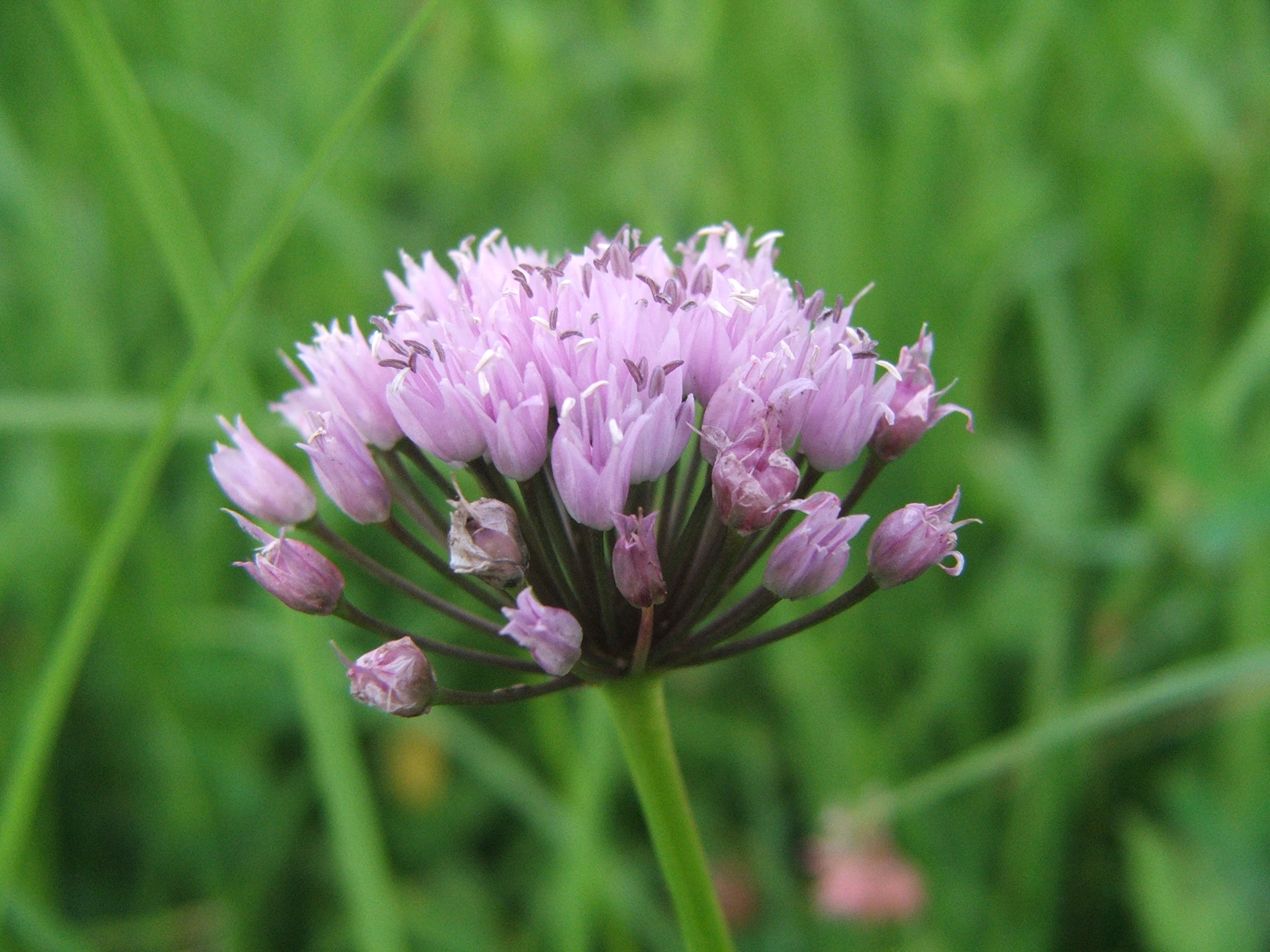
Суцвіття
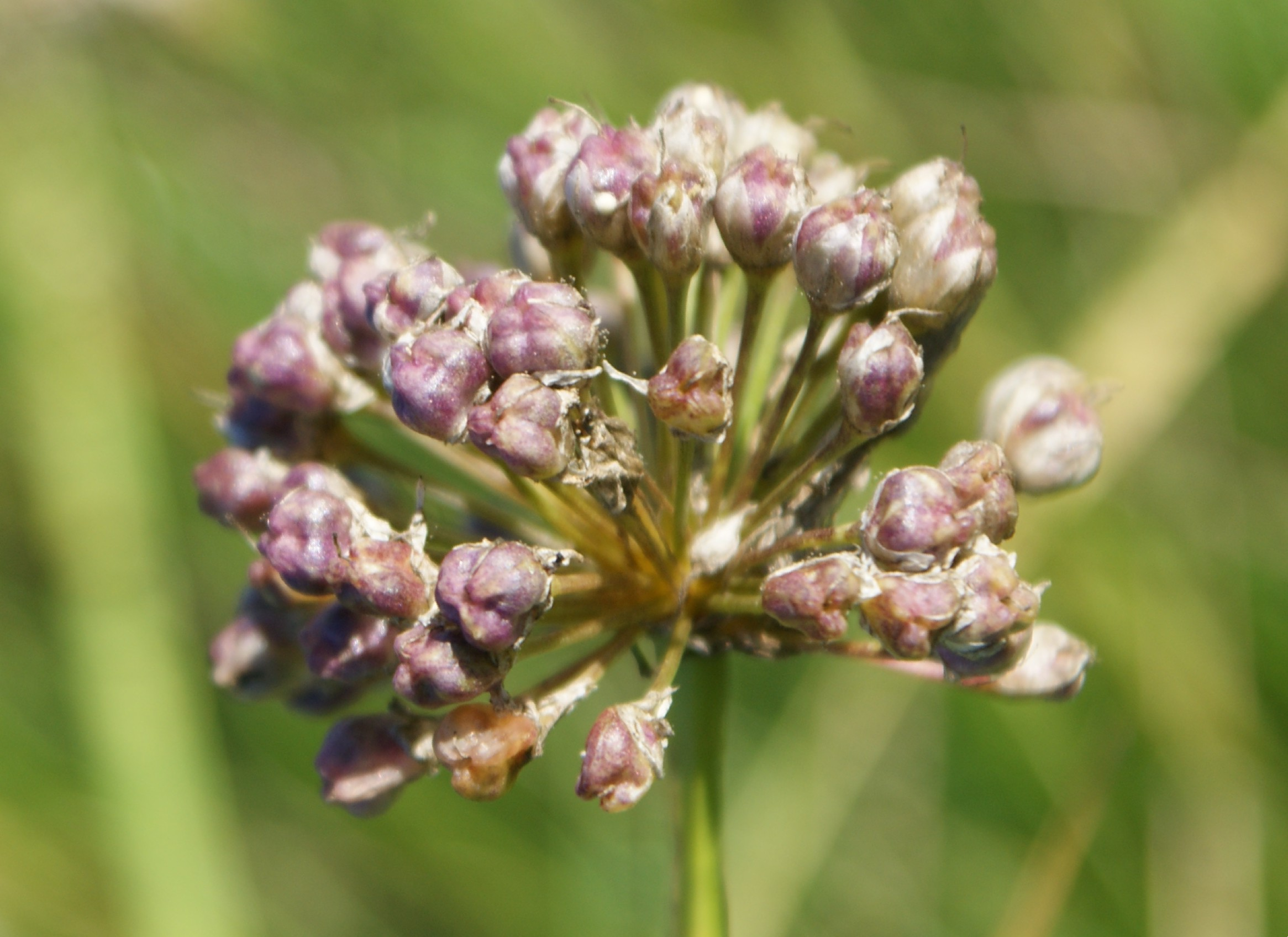
Плоди
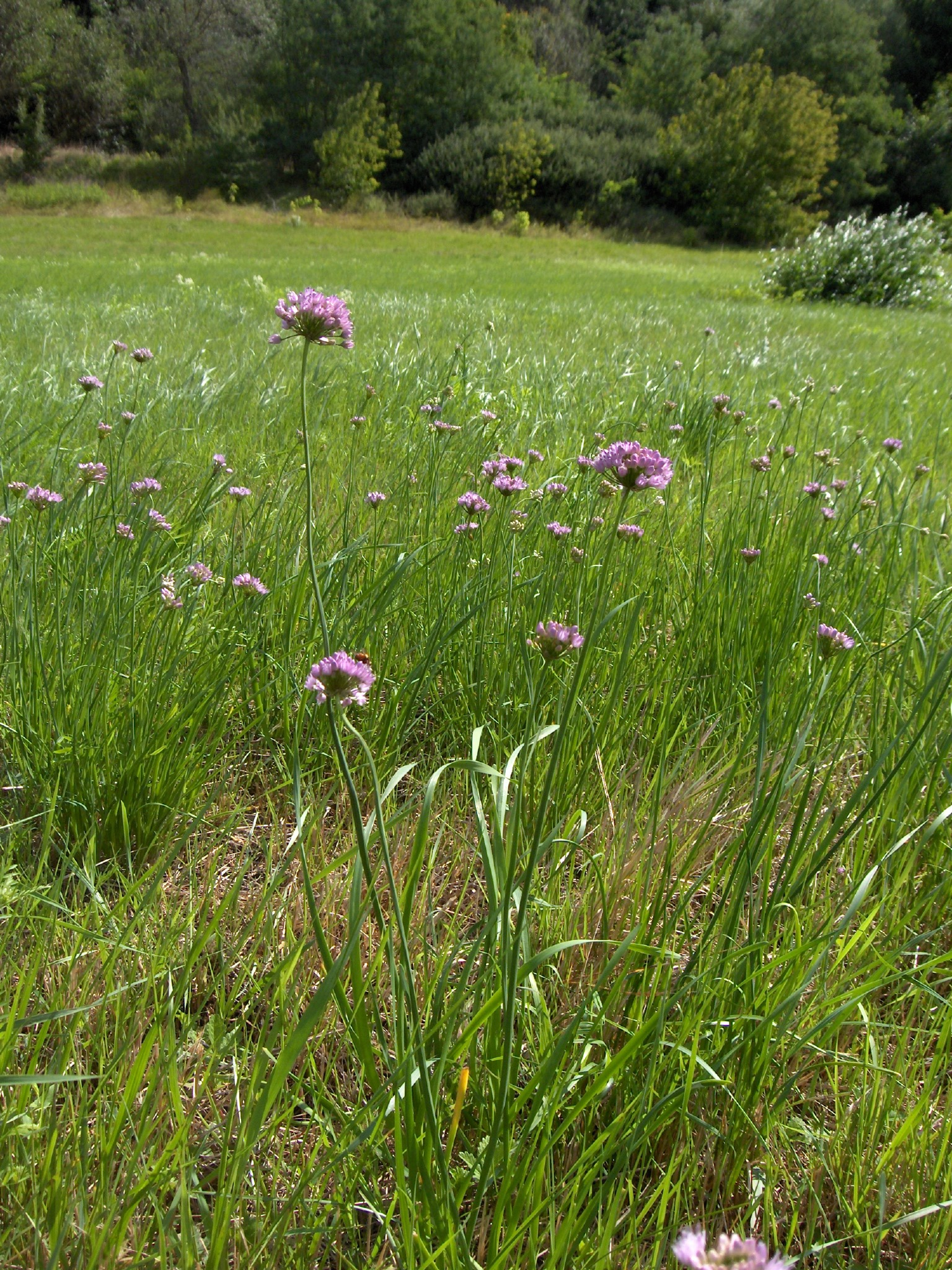
На заплавній луці
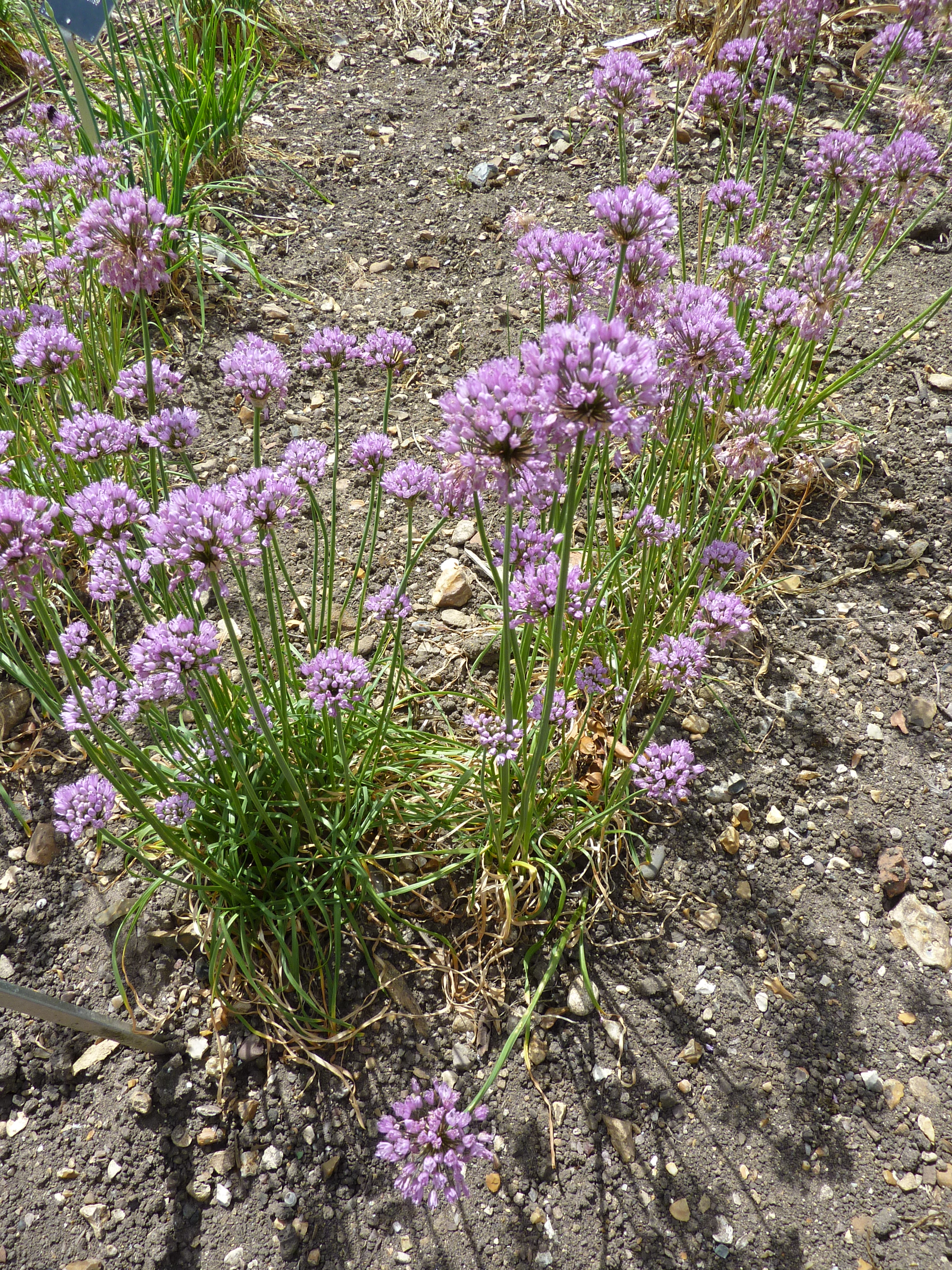
У ботанічному саду

Запорізька область. Острів Хортиця